# Jean de Griffenberg
Jean de Griffenberg oder Jean de Griffomonte († 2. September 1420) war ein deutscher Kartäuser.

## Leben
Griffenberg stammte aus einer sächsischen Adelsfamilie. Er trat in die Kartause von Paris bei Villers-Cotterêts ein und wurde 1402 deren Prior. Während des Großen Abendländischen Schismas war der Kartäuserorden wie jeder katholische Orden in zwei Teile gespalten. Die deutschen und italienischen Kartäuser standen auf der Seite des Papstes in Rom sowie die französischen und spanischen Kartäuser folgten dem Papst von Avignon.
1409 schrieb Étienne Maconi, Generalminister der Kartäuser, die dem römischen Urban VI. unterstanden, an Bonifatius Ferrer, der Clemens VII. folgte. Er bat ihn zwei Gesandte zum Konzil von Pisa zu entsenden. Jean de Griffenberg und Jean Tirelle, Prior von Bourgfontaine, wurden nach Pisa gesandt. Am 21. April 1410 tagte das Generalkapitel der Kartäuser. Als dort der Amtsverzicht von Bonifatius Ferrer verlesen wurde, erklärte auch Étienne Maconi seinen Rücktritt. Daraufhin versammelten sich die Definitoren, vier „Deutsche“ und vier „Franzosen“, um einen neuen Generalminister zu wählen. Sie wählten Griffenberg zum neuen Generalminister und Prior der Grande Chartreuse.
Als Generalminister war er umsichtig und zurückhaltend. Die Wahl von Papst Martin V. am 11. November 1417 erkannte er sofort an. Im Gegenzug stellte der Papst den Kartäuserorden unter seinen Schutz und erneuerte verschiedene Privilegien. Aufgrund einer Aufforderung von Gegenpapst Benedikt XIII. in Avignon wirkte Bonifatius Ferrer wieder als Generalminister. Allerdings erkannten ihn nur sieben Kartausen in Spanien an und entwickelten sich unter dem Gegenpapst weiter, bis dieser 1411 nach Peñíscola floh. Ab 1410 residierte das Generalkapitel der schismatischen Kartäuser im Val de Christo. Dort wurden sechs Generalkapitel abgehalten. 1417 starb Ferrer und Guillaume de Mota, Prior von Val de Christo, folgte nach.
1418 wurde der Orden unter Jean de Griffenberg wiedervereinigt.